# Agresión a Maho Yamaguchi
El 8 de diciembre de 2018, Maho Yamaguchi, idol japonesa, entonces miembro de la girlband NGT48, fue agredida por dos hombres, seguidores del grupo, dentro de su edificio de apartamentos. Los detalles del incidente no se revelaron hasta un mes después, en enero de 2019, cuando Yamaguchi lo hizo público en sus redes sociales, explicando también que su información personal fue filtrada por otros miembros de NGT48, y denunciando a la dirección del grupo por inacción en el asunto. Al parecer, se la presionó para que se disculpara en público, lo que provocó indignación en Japón y en el extranjero, y muchas celebridades, incluidas otras miembros de NGT48, acusaron a la dirección del grupo de culpar a la víctima. 
El incidente provocó un cambio en la gestión comercial del grupo, asignándose a una mujer al frente del mismo y a un comité de terceros para examinar el incidente, incluida la posible implicación de otros miembros del grupo. La rueda de prensa posterior provocó un enfrentamiento público cuando Yamaguchi rebatió las afirmaciones de la dirección en tiempo real en Twitter, y llevó a las empresas locales a decidir no renovar los patrocinios anuales. La decisión de la agencia de perdonar a los miembros que habían intimado con los fans acabó empujando a Yamaguchi a retirarse del grupo. Posteriormente, la dirección inició una demanda civil contra sus presuntos agresores, que terminó en un acuerdo extrajudicial.

## Incidente
El 8 de enero de 2019, Maho Yamaguchi, que era la cocapitana de uno de los subgrupos de NGT48, alegó en su transmisión en vivo de Showroom (servicio de streaming nipón) y en Twitter que un mes antes, el 8 de diciembre de 2018, dos hombres la asaltaron cuando entraba en su apartamento. Alegó que la agarraron de la cara e intentaron inmovilizarla en el suelo, y que fueron detenidos por otro residente. Los hombres, ambos estudiantes universitarios de 25 años, fueron detenidos por la policía, y puestos en libertad 20 días después sin ser procesados. Negaron la descripción de los hechos de Yamaguchi, alegando que "solo querían hablar". Más tarde, la dirección identificó a un tercer cómplice varón. Los primeros informes sobre el incidente mencionaban que la dirección del NGT48 utilizaba el edificio como dormitorio para los miembros que no vivían en la prefectura de Niigata y que el edificio tenía una cerradura automática en la entrada.
Yamaguchi había puesto el incidente en conocimiento de la dirección de NGT48, pero tras un mes de silencio y sin una respuesta al respecto, decidió hacer público el asunto. Después de que su retransmisión en directo se cortara bruscamente, Yamaguchi publicó varios tuits, borrados desde entonces, en los que detallaba su cuenta y afirmaba que otros miembros de NGT48 eran los responsables de filtrar su información personal a sus agresores, incluida su propia dirección y la hora a la que regresaría a casa.
Durante el espectáculo teatral del tercer aniversario del grupo, celebrado el 10 de enero, Yamaguchi se disculpó públicamente por "causar problemas" con sus declaraciones. Una petición en Change.org pidiendo la dimisión del director de NGT48, Etsuro Imamura, consiguió más de 53 000 firmas antes de cerrarse tres días después.
El 14 de enero, la agencia AKS emitió una disculpa y confirmó posteriormente que un miembro había compartido información tras ser abordado por los hombres, pero también afirmó que no había ocurrido "nada ilegal". Ese mismo día, Imamura fue trasladado a la sede de AKS en Tokio y sustituida por Maiko Hayakawa. AKS explicó que habían elegido a Hayakawa porque, al ser mujer, entendería mejor a los miembros. Se proporcionaron alarmas y servicios de asesoramiento a los miembros de NGT48.

## Investigación
El 31 de enero, la dirección de NGT48 anunció la formación de un comité independiente de terceros para investigar el incidente y si otros miembros de NGT48 habían estado implicados. El 21 de marzo de 2019, su informe se publicó en el sitio web de NGT48, en el que se concluía que, si bien se alegaba que hasta 12 miembros habían confraternizado con fans, los miembros no estaban implicados, ya que no se encontró ninguna conspiración criminal. El incidente fue causado por el "comportamiento excesivo de algunos fans", y agravado por la deficiente infraestructura civil de Niigata, que hizo que los miembros del grupo fueran relativamente fáciles de localizar.
El informe también comentaba la cercanía entre los fans y los miembros del grupo. Señalaba que las chicas habían sido abordadas por un cómplice de los dos asaltantes principales, y revelaba detalles sobre las actividades de muchos otros miembros; que se habían reunido individualmente con ese hombre antes; y que los asaltantes habían estado alquilando apartamentos en otros tres complejos de edificios de Niigata para reunirse con miembros que vivían en dicha zona. El informe también contenía citas de una grabación de audio del día del incidente; cuando Yamaguchi y un miembro del personal de AKS interrogaron al sospechoso, uno de los asaltantes dijo que conocían la dirección del apartamento de Yamaguchi por otros miembros del grupo.
El 22 de marzo de 2019, miembros de la junta directiva y directivos de AKS, la agencia de talentos que gestionaba NGT48, celebraron una rueda de prensa en la que expusieron las conclusiones del informe. Yamaguchi criticó el resultado en directo en Twitter y negó categóricamente las afirmaciones de Matsumura, miembro de la junta directiva de AKS. Respecto a su decisión inicial de indultar a todos los miembros que habían tenido relaciones personales con fans, Yamaguchi afirmó que le había dicho que la investigación era para identificar a los miembros que confraternizaban con fans y que esos miembros serían despedidos, y afirmó que Matsumura había restado importancia a esas interacciones diciendo que se trataba de "saludos", cuando en realidad incluían relaciones íntimas con los agresores. Yamaguchi indicó que Matsumura la había presionado para que se disculpara en enero de 2019 y que finalmente lo había hecho para asegurarse de que los demás miembros no tuvieran que disculparse en su lugar.
Después de que la dirección de NGT48 disolviera la estructura del equipo, al final del último espectáculo teatral del Equipo G, el 21 de abril de 2019, Yamaguchi, Rena Hasegawa y Riko Sugahara anunciaron su retirada de NGT48. Allí, Yamaguchi habló de cómo el presidente de AKS la acusó de ser una "asaltante contra la compañía" y, haciendo referencia a la decisión de la dirección, afirmó que ya no podía permanecer "en un grupo en el que recibirás perdón por cualquier cosa". AKS no hizo comentarios sobre su afirmación, pero mantuvo que la decisión de marcharse fue suya. Rino Sashihara intentó discutir la situación de Yamaguchi con el fundador de AKS, Yasushi Akimoto, pero afirmó que él ya no formaba parte de la administración y que sólo participaba como productor creativo. El 18 de mayo se celebró un espectáculo teatral de despedida: aunque inicialmente se había anunciado que sólo participarían Yamaguchi, Sugahara y Hasegawa, otros siete miembros hicieron una aparición voluntaria como gesto de solidaridad, y el productor Akimoto también compuso una canción para la ocasión.

## Demanda judicial
El 30 de abril de 2019, AKS presentó una demanda contra los agresores de Yamaguchi en la que pedía 30 millones de yenes, alegando que la agresión había interrumpido los eventos de NGT48 y causado otros 100 millones de yenes en daños económicos, además de dañar la confianza entre los miembros y la agencia; también incluía la transcripción de una conversación grabada entre Yamaguchi, miembros del personal y los dos hombres, en la que alegaban que se estaban asociando con 8 miembros en NGT48.
En una rueda de prensa celebrada el 10 de julio, el abogado de AKS, Kazuhiro Endo, afirmó que el objetivo de la demanda no era el dinero, sino descubrir la verdad y utilizar los resultados para evitar que se repitiera. El juicio oral comenzó el 10 de julio de 2019, y el 20 de septiembre los dos hombres negaron haber cometido agresión física, mientras que alegaron que Yamaguchi reveló voluntariamente su información personal y dirección al primer acusado en un evento de apretón de manos en 2017, para que pudiera enviar regalos discretamente a su casa. El 28 de octubre, el Tribunal de Distrito de Niigata celebró una audiencia en la que el abogado de AKS dijo que los acusados presentaron pruebas de su conexión con Yamaguchi, mientras que negaron que otros miembros de NGT48 estuvieran involucrados en su enfrentamiento.
El 30 de octubre de 2019, el diario Sports Nippon publicó fotos que, según ellos, mostraban a Yamaguchi y a uno de los agresores comunicándose sus números de apartamento con señales de mano en un evento fotográfico del grupo. En Twitter, Yamaguchi rechazó la noticia como "calumnia" y dijo que las fotos eran las evidencias presentadas en la corte días antes y luego filtradas a los medios; dijo que simplemente eran poses solicitadas por los fanáticos, algo común en tales eventos. También mencionó que había grabaciones de voz inéditas en las que miembros actuales de NGT48 admitían haber mantenido relaciones privadas con un grupo de personas entre las que se encontraban los agresores. AKS negó que su parte fuera responsable de la filtración del material a la prensa, al igual que los acusados.
Con el fin de verificar las afirmaciones hechas por los acusados en el juicio, en los meses de noviembre de 2019 y enero de 2020 AKS envió solicitudes a la policía para obtener los informes de declaración, los datos de inspección de teléfonos móviles y otros documentos de investigación relacionados con los asaltantes. Del mismo modo, también se enviaron solicitudes al fiscal para obtener los registros no procesales del incidente, a los que Yamaguchi también adjuntó su consentimiento. Sin embargo, todas las solicitudes fueron rechazadas.
Después de que el juzgado propusiera un acuerdo extrajudicial a la demandante y a los acusados el 3 de marzo de 2020, el juicio terminó finalmente en un acuerdo el 9 de abril de 2020, sin alcanzar un veredicto del juez y quedando por debajo de su objetivo declarado. Los dos hombres acordaron pagar 2,4 millones de yenes en compensación en un plazo de cinco años, y se les prohibió asistir a futuros eventos relacionados con los AKB48, aunque AKS había dicho en enero de 2019 que ya se les había prohibido asistir a sus conciertos y eventos. Endo afirmó que los miembros de NGT48 no eran culpables de ser cómplices de los sospechosos y que sus reacciones hacia Yamaguchi habían sido el resultado de una falta de comunicación.

## Reacciones
La disculpa pública inicial de Yamaguchi suscitó críticas sobre la culpabilización de las víctimas y la negligencia de la dirección por parte de la comunidad nacional e internacional, incluidos otros miembros de AKB48 Group como Rino Sashihara, Akari Suda y Yūki Kashiwagi. Varias empresas retiraron su patrocinio posteriormente. Durante una rueda de prensa celebrada el 29 de marzo de 2019, la ciudad de Niigata anunció que cortaba lazos con NGT48 a partir de abril, incluido el fin de su programa de radio, "Port de NGT". Después de que Yamaguchi anunciara que abandonaba el grupo, más patrocinadores comenzaron a retirarse de NGT48, incluida la marca de moda Heather.
El 3 de febrero de 2019, los miembros del Equipo G de NGT48, Rena Hasegawa, Riko Sugahara y Fuka Murakumo, eliminaron "NGT48" de sus perfiles de redes sociales en solidaridad con Yamaguchi.
El 7 de marzo de 2019, AKS anunció el despido de Etsuro Imamura de la gerencia y la renuncia de Takahiro Hosoi como responsable y productor de AKB48 por comportamiento inapropiado en medio del examen del comité, después de que en un tuit el ex gerente de AKB48 Tomonobu Togasaki se mostrara disfrutando de una bebida en un bar, mientras publicaba "Todos, no se dejen engañar por estos informes sin valor". El 11 de abril de 2019, después de disculparse con el gobierno de Niigata por el mal manejo de las acusaciones de agresión de Yamaguchi, el sitio web oficial de NGT48 anunció que la dirección estaba disolviendo la estructura del equipo y reintroduciendo a los miembros actuales como una "primera generación" unificada después de sus actuaciones finales el 21 de abril.